# Portugal Masters
Pour les articles homonymes, voir Portugal Masters.
Le Portugal Masters est un tournoi annuel de golf du Tour européen PGA qui se dispute au Portugal à Vilamoura en Algarve.

## Palmarès
| Année | Vainqueur          | Nationalité    | Score     | Écart   |
| ----- | ------------------ | -------------- | --------- | ------- |
| 2007  | Steve Webster      | Angleterre     | 263 (−25) | 2 coups |
| 2008  | Álvaro Quirós      | Espagne        | 269 (−19) | 3 coups |
| 2009  | Lee Westwood       | Angleterre     | 265 (−23) | 2 coups |
| 2010  | Richard Green      | Australie      | 270 (−18) | 2 coups |
| 2011  | Tom Lewis          | Angleterre     | 267 (−21) | 2 coups |
| 2012  | Shane Lowry        | Irlande        | 270 (−14) | 1 coup  |
| 2013  | David Lynn         | Angleterre     | 266 (−18) | 1 coup  |
| 2014  | Alexander Lévy     | France         | 124 (−18) | 3 coups |
| 2015  | Andy Sullivan      | Angleterre     | 261 (−23) | 9 coups |
| 2016  | Padraig Harrington | Irlande        | 261 (−23) | 1 coup  |
| 2017  | Lucas Bjerregaard  | Danemark       | 264 (−20) | 4 coups |
| 2018  | Tom Lewis (2)      | Angleterre     | 262 (−22) | 3 coups |
| 2019  | Steven Brown       | Angleterre     | 267 (−17) | 1 coup  |
| 2020  | George Coetzee     | Afrique du Sud | 268 (−16) | 2 coups |
| 2021  | Thomas Pieters     | Belgique       | 265 (−19) | 2 coups |
| 2022  | Jordan Smith       | Angleterre     | 254 (−30) | 3 coups |